# Pasożyt (manga)
Pasożyt (jap. 寄生獣 Kiseijū) – manga z gatunku horror-science fiction stworzona przez Hitoshiego Iwaakiego. Rozdziały mangi ukazywały się w latach 1989–1995 na łamach magazynów „Morning Open Zōkan” i „Gekkan Afternoon”.
Na podstawie mangi studio Madhouse wyprodukowało 24-odcinkowy telewizyjny serial anime, emitowany od 9 października 2014 do 26 marca 2015.

## Fabuła
Pewnej nocy na Ziemi pojawiają się nieznani dotąd przybysze z innej planety – Pasożyty. Wyglądem przypominają owadopodobne stworzenia. Ich celem jest dostanie się do mózgu swojej ofiary w celu przejęcia nad nią kontroli. 16-letni licealista Shinichi Izumi staje się jedną z ofiar ataku pasożyta, aczkolwiek pasożyt nie dostaje się ostatecznie do mózgu licealisty, po czym zostaje w jego prawej ręce. Bez możliwości przemieszczenia się, pasożyt o imieniu Migi ostatecznie ewoluuje w ręce chłopca. Od tego momentu, dwójka ta musi ze sobą współpracować, jeśli chcą przeżyć. Fabuła opowiada o tym, jaki jest cel pasożytów, ukazuje symbiozę pomiędzy głównym bohaterem, a przybyszem z innej planety. Pokazuje również konfrontacje pomiędzy psychiką pasożytów, a ludzi.

## Główni bohaterowie
- Shinichi Izumi (jap. 泉 新一 Izumi Shin’ichi)

Seiyū: Nobunaga Shimazaki 
Zwykły chłopak, który chodzi do liceum, uczy się i spędza czas ze znajomymi. Jego życie zmienia się diametralnie po ataku pasożyta. Żeby przeżyć, musi znaleźć sposób, by współpracować z Migim; pasożytem, który wyewoluował w jego ręce. Przez to, że Shinichi zachował swój umysł po ataku nieznanej dotąd formy życia, odbierany jest jako zagrożenie wśród innych pasożytów. Dzięki zachowaniu zdolności samodzielnego myślenia, mają przewagę w walce nad innymi pasożytami.
- Migi (jap. ミギー Migī)

Seiyū: Aya Hirano 
Pasożyt, który po nieudanej akcji przejęcia kontroli nad ciałem głównego bohatera, żyje w jego dłoni. W przeciwieństwie do innych pasożytów, Migi nie zabija ludzi, by zaspokoić swój głód, odżywia się tym co protagonista. Jego głównym celem jest przetrwanie. Migi nie odczuwa żadnych emocji, kieruje się jedynie logiką i instynktem przetrwania. Z czasem, gdy fabuła posuwa się coraz dalej, Migi staje się bardziej „ludzki”.

## Manga
Pierwszy rozdział mangi został opublikowany w 1988 roku na łamach magazynu „Morning Open Zōkan”. Po kilku wydaniach seria została przeniesiona do „Gekkan Afternoon”, gdzie ukazywała się w latach 1990–1995. Następnie wydawnictwo Kōdansha zebrało jej rozdziały w dziesięciu tankōbonach, wydanych między 20 lipca 1990 a 15 marca 1995. Później seria została ponownie opublikowana w ośmiu tomach typu kanzenban wydawanych od 21 stycznia do 21 czerwca 2003.
W Polsce prawa do dystrybucji edycji kanzenban nabyło Studio JG.
| Nr | Język japoński   | Język japoński         | Język polski         | Język polski           |
| Nr | Data wydania     | ISBN                   | Data wydania         | ISBN                   |
| -- | ---------------- | ---------------------- | -------------------- | ---------------------- |
| 1  | 21 stycznia 2003 | ISBN 978-4-06-334664-0 | 8 listopada 2021     | ISBN 978-83-8001-800-6 |
| 2  | 21 stycznia 2003 | ISBN 978-4-06-334665-7 | 11 lutego 2022       | ISBN 978-83-8001-876-1 |
| 3  | 19 lutego 2003   | ISBN 978-4-06-334680-0 | 31 maja 2022         | ISBN 978-83-8001-921-8 |
| 4  | 19 lutego 2003   | ISBN 978-4-06-334681-7 | 8 sierpnia 2022      | ISBN 978-83-8001-973-7 |
| 5  | 14 marca 2003    | ISBN 978-4-06-334692-3 | 21 października 2022 | ISBN 978-83-8257-032-8 |
| 6  | 21 kwietnia 2003 | ISBN 978-4-06-334697-8 | 28 grudnia 2022      | ISBN 978-83-8257-072-4 |
| 7  | 22 maja 2003     | ISBN 978-4-06-334722-7 | 8 marca 2023         | ISBN 978-83-8257-144-8 |
| 8  | 21 czerwca 2003  | ISBN 978-4-06-334734-0 | 25 maja 2023         | ISBN 978-83-8257-165-3 |

## Anime
Adaptacja w formie telewizyjnego serialu anime, zatytułowana Parasyte: The Maxim (jap. 寄生獣 セイの格率 Kiseijū sei no kakuritsu), była emitowana w stacji Nippon TV między 9 października 2014 a 26 marca 2015. Seria została wyprodukowana przez studio Madhouse, Nippon Television, VAP i Forecast Communications. Za reżyserię odpowiadał Kenichi Shimizu, scenariusz napisał Shōji Yonemura, postacie zaprojektował Tadashi Hiramatsu, a muzykę skomponował Ken Arai. Motywem otwierającym jest „Let Me Hear” w wykonaniu zespołu Fear, and loathing in Las Vegas, końcowym zaś „It’s the Right Time” autorstwa Daichiego Miury. 

### Lista odcinków
| №  | Tytuł                                                                        | Reżyseria                    | Scenariusz     | Premiera             |
| -- | ---------------------------------------------------------------------------- | ---------------------------- | -------------- | -------------------- |
| 1  | Przemiana Henshin (変身)                                                     | Chie Yamashiro               | Shōji Yonemura | 9 października 2014  |
| 2  | Diabeł wcielony Nikutai no akuma (肉体の悪魔)                                | Naoyuki Kuzuya               | Shōji Yonemura | 16 października 2014 |
| 3  | Uczta Kyōen (饗宴)                                                           | Kōji Sawai                   | Shinzō Fujita  | 23 października 2014 |
| 4  | Splątane włosy Midaregami (みだれ髪)                                         | Tōru Ishida                  | Shōji Yonemura | 30 października 2014 |
| 5  | Obcy Ihōjin (異邦人)                                                         | Hiromichi Matano             | Shōji Yonemura | 6 listopada 2014     |
| 6  | Słońce też wschodzi Hi wa mata noboru (日はまた昇る)                         | Chie Yamashiro               | Shōji Yonemura | 13 listopada 2014    |
| 7  | Droga w mrokach nocy An’ya kōro (暗夜行路)                                   | Yūki Inaba                   | Shinzō Fujita  | 20 listopada 2014    |
| 8  | Temperatura zamarzania Hyōten (氷点)                                         | Kōji Sawai                   | Shōji Yonemura | 27 listopada 2014    |
| 9  | Poza dobrem i złem Zen’aku no higan (善悪の彼岸)                             | Shinichi Kawamura            | Shinzō Fujita  | 27 listopada 2014    |
| 10 | Ten zwariowany wszechświat Hakkyō-shita uchū (発狂した宇宙)                  | Michita Shiraishi            | Shōji Yonemura | 4 grudnia 2014       |
| 11 | Niebieski ptak Aoi tori (青い鳥)                                             | Hiromichi Matano             | Shōji Yonemura | 11 grudnia 2014      |
| 12 | Serce Kokoro (こころ)                                                        | Chie Yamashiro               | Shōji Yonemura | 25 grudnia 2014      |
| 13 | Witaj, smutku Kanashimi yo konnichi wa (悲しみよこんにちは)                  | Naoyuki Kuzuya               | Shinzō Fujita  | 8 stycznia 2015      |
| 14 | Samolubny gen Rikoteki na idenshi (利己的な遺伝子)                           | Kōji Sawai                   | Shōji Yonemura | 15 stycznia 2015     |
| 15 | Jakiś potwór tu nadchodzi Nanika ga michi o yattekuru (何かが道をやって来る) | Tōru Ishida Kenichi Kawamura | Shinzō Fujita  | 22 stycznia 2015     |
| 16 | Szczęśliwa rodzina Kōfuku na katei (幸福な家庭)                              | Yūki Inaba                   | Shōji Yonemura | 29 stycznia 2015     |
| 17 | Umierający detektyw Hinshi no tantei (瀕死の探偵)                            | Hiromichi Matano             | Shinzō Fujita  | 5 lutego 2015        |
| 18 | Więcej niż człowiek Ningen ijō (人間以上)                                    | Chie Yamashiro               | Shōji Yonemura | 12 lutego 2015       |
| 19 | Z zimną krwią Reiketsu (冷血)                                                | Michita Shiraishi            | Shōji Yonemura | 19 lutego 2015       |
| 20 | Zbrodnia i kara Tsumi to batsu (罪と罰)                                      | Kōji Sawai                   | Shinzō Fujita  | 26 lutego 2015       |
| 21 | Seks i dusza Sei to sei (性と聖)                                             | Tōru Ishida                  | Shōji Yonemura | 5 marca 2015         |
| 22 | Odpoczynek i przebudzenie Sei to sei (静と醒)                                | Naoyuki Kuzuya               | Shōji Yonemura | 12 marca 2015        |
| 23 | Życie i przysięga Sei to sei (生と誓)                                        | Hiromichi Matano             | Shōji Yonemura | 19 marca 2015        |
| 24 | Przerażające pasożyty Kiseijū (寄生獣)                                       | Chie Yamashiro               | Shōji Yonemura | 26 marca 2015        |

## Odbiór
Według polskojęzycznego serwisu Tanuki.pl, recenzenci ocenili anime w skali od 1-10 na 8. Ten sam serwis ocenił mangę na ocenę 5.
Serial anime został dobrze odebrany przez społeczność portalu MyAnimeList – średnia ocena wynosi 8.5/10.
12 czerwca 2015 Ministerstwo Kultury Narodowej Chin umieściło ten tytuł na liście 38 anime zakazanych w Chinach.